# Sorry (Kyteman)
Sorry is een single van Kyteman. Het is afkomstig van zijn album The Hermit Sessions. Sorry van Kyteman bestaat uit een ABA-patroon. Het nummer begint rustig met de flugelhorn van Kyteman tegenover een instrumentale achtergrond. Vervolgens gaat Kyteman geheel los om uiteindelijk terug te keren naar zijn rustiger begin, een klassieke sonatevorm of trio-opbouw. Sorry was te zien en te horen in bijvoorbeeld De Wereld Draait Door.

## Hitnotering

### Nederlandse Top 40
| Positie: | 27 | 24 | 17 | 22 | 32 | uit |

### NederlandseSingle Top 100
Damaru en Jan Smit hielden hem van de eerste plaats met Mi rowsu (Tuintje in mijn hart).
| Hitnotering: 29-8-2009 t/m 6-3-2010 | Hitnotering: 29-8-2009 t/m 6-3-2010 | Hitnotering: 29-8-2009 t/m 6-3-2010 | Hitnotering: 29-8-2009 t/m 6-3-2010 | Hitnotering: 29-8-2009 t/m 6-3-2010 | Hitnotering: 29-8-2009 t/m 6-3-2010 | Hitnotering: 29-8-2009 t/m 6-3-2010 | Hitnotering: 29-8-2009 t/m 6-3-2010 | Hitnotering: 29-8-2009 t/m 6-3-2010 | Hitnotering: 29-8-2009 t/m 6-3-2010 | Hitnotering: 29-8-2009 t/m 6-3-2010 | Hitnotering: 29-8-2009 t/m 6-3-2010 | Hitnotering: 29-8-2009 t/m 6-3-2010 | Hitnotering: 29-8-2009 t/m 6-3-2010 | Hitnotering: 29-8-2009 t/m 6-3-2010 | Hitnotering: 29-8-2009 t/m 6-3-2010 | Hitnotering: 29-8-2009 t/m 6-3-2010 | Hitnotering: 29-8-2009 t/m 6-3-2010 | Hitnotering: 29-8-2009 t/m 6-3-2010 | Hitnotering: 29-8-2009 t/m 6-3-2010 | Hitnotering: 29-8-2009 t/m 6-3-2010 | Hitnotering: 29-8-2009 t/m 6-3-2010 | Hitnotering: 29-8-2009 t/m 6-3-2010 | Hitnotering: 29-8-2009 t/m 6-3-2010 | Hitnotering: 29-8-2009 t/m 6-3-2010 | Hitnotering: 29-8-2009 t/m 6-3-2010 | Hitnotering: 29-8-2009 t/m 6-3-2010 | Hitnotering: 29-8-2009 t/m 6-3-2010 | Hitnotering: 29-8-2009 t/m 6-3-2010 |
| Week:                               | 1                                   | 2                                   | 3                                   | 4                                   | 5                                   | 6                                   | 7                                   | 8                                   | 9                                   | 10                                  | 11                                  | 12                                  | 13                                  | 14                                  | 15                                  | 16                                  | 17                                  | 18                                  | 19                                  | 20                                  | 21                                  | 22                                  | 23                                  | 24                                  | 25                                  | 26                                  | 27                                  |                                     |
| ----------------------------------- | ----------------------------------- | ----------------------------------- | ----------------------------------- | ----------------------------------- | ----------------------------------- | ----------------------------------- | ----------------------------------- | ----------------------------------- | ----------------------------------- | ----------------------------------- | ----------------------------------- | ----------------------------------- | ----------------------------------- | ----------------------------------- | ----------------------------------- | ----------------------------------- | ----------------------------------- | ----------------------------------- | ----------------------------------- | ----------------------------------- | ----------------------------------- | ----------------------------------- | ----------------------------------- | ----------------------------------- | ----------------------------------- | ----------------------------------- | ----------------------------------- | ----------------------------------- |
| Positie:                            | 77                                  | 43                                  | 52                                  | 28                                  | 2                                   | 9                                   | 19                                  | 24                                  | 20                                  | 26                                  | 40                                  | 37                                  | 27                                  | 26                                  | 54                                  | 56                                  | 44                                  | 36                                  | 33                                  | 14                                  | 45                                  | 6                                   | 13                                  | 31                                  | 63                                  | 68                                  | 88                                  | uit                                 |

### NPO Radio 2 Top 2000
| Nummer met noteringen in de NPO Radio 2 Top 2000 | '09  | '10 | '11 | '12 | '13 | '14 | '15 | '16 | '17 | '18 | '19 | '20 | '21 | '22 | '23 | '24 |
| ------------------------------------------------ | ---- | --- | --- | --- | --- | --- | --- | --- | --- | --- | --- | --- | --- | --- | --- | --- |
| Sorry                                            | 1005 | 156 | 160 | 158 | 148 | 113 | 131 | 132 | 134 | 151 | 152 | 159 | 170 | 177 | 233 | 191 |

1. ↑  Een vetgedrukt getal geeft de hoogste notering aan.
2. ↑  2009 was het eerste jaar met een notering voor dit nummer.